# В'яжучі речовини
В'яжучі речовини, в'язівники́ — в'яжучі речовини, що мають властивість скріплювати, склеювати тверді матеріали й тужавіти з утворенням міцного каменю, зв'язуючи зерна піску, гравію, щебеню.
Розрізняють неорганічні (мінеральні) в'язівники (цемент, гіпс, вапно й ін.) і органічні (бітуми, дьогті, пеки, асфальт, а також синтетичні термореактивні поліефірні, епоксидні, фенолформальдегідні смоли).

## Мінеральні в'язівники
Мінеральними (неорганічними) в'язівниками називають (порошкоподібні) дрібно змелені речовини, що при змішуванні з водою (іноді з водяними розчинами солей) утворюють пластичну масу, яка згодом тужавіє та поєднує в моноліт різні сипкі матеріали.
Усі мінеральні в'язівники поділяють на 4 групи:
1. Повітряні — в'язівники, що після змішування з водою тужавіють і тривало зберігають свої властивості лише на повітрі. Пов'язане це з тим, що утворюються нові гідратні сполуки, добре розчинювані у воді.
Повітряні в'язівники потрібно використовувати тільки в сухих умовах.
Приклади: гіпс, повітряне вапно, магнезіальні в'язівники тощо.
2. Гідравлічні — в'язівники, що тужавіють і тривало зберігають свої властивості у воді. Можуть довго визискуватися у водному середовищі, оскільки утворюють гідратні сполуки, стійкі до впливу води.
Приклади: романцемент, портландцемент тощо.
3. Кислототривкі — в'язівники, які можуть тривало експлуатуватися при впливі кислот.
Приклади: кислотоупорні, кремнефтористі, кварцові цементи тощо.
4. Автоклавні — в'язівники, що тужавіють при обробці в автоклавах, тобто при температурі 170—300 °С й тиску від 8 до 16 атмосфер.
Приклад: усі в'язівники, отримані на основі вапна й будь-якого кремнеземистого або глиноземистого компоненту.

## Виготовлення
Усі мінеральні в'язівники робляться за наступною технологією:
- 1. Видобуток вихідної сировини;
- 2. Готування вихідних матеріалів (магнетна сепарація, дріблення, промивання);
- 3. Випалювання сировинних компонентів, яке здійснюється при різних температурах;
- 4. Молоття отриманого в'язівника.

## Виноски
1. ↑  Новий політехнічний російсько-український словник [Архівовано 2 січня 2015 у Wayback Machine.] Микола Зубков
2. ↑  Український інститут промислової власності (Алфавітний перелік товарів)[недоступне посилання]
3. ↑  Часть 25. Неорганічні в'язівники (Мінеральні) » CAD2.ru - довідкова інформація для інженерів, будівельників, кошторисників. Архів оригіналу за 2 січня 2015. Процитовано 2 січня 2015.